# Tajuria pallescens
Tajuria pallescens är en fjärilsart som beskrevs av Druce 1902. Tajuria pallescens ingår i släktet Tajuria och familjen juvelvingar. Inga underarter finns listade i Catalogue of Life.